# Ludolf Müller (Literaturwissenschaftler)
Ludolf Müller (* 5. April 1917 in Schönsee, heute Kowalewo Pomorskie; † 22. April 2009 in Tübingen) war ein deutscher Slawist und Literaturwissenschaftler.

## Leben
Müller war das vierte von sechs Kindern des evangelischen Pfarrers und späteren Landesbischofs der Evangelischen Kirche der Kirchenprovinz Sachsen, Ludolf Hermann Müller (1882–1959) und jüngerer Bruder des Juristen Konrad Müller (1912–1979). Nachdem Westpreußen 1919 an Polen gefallen war, wurde der Vater 1921 aus Polen ausgewiesen; er wurde 1922 Pfarrer in Dingelstedt bei Halberstadt, 1927 Superintendent in Heiligenstadt im Eichsfeld. Dort besuchte Müller ab 1927 das Gymnasium. Nach dem Abitur studierte er 1935 bis 1937 Evangelische Theologie in Leipzig, Bethel und Rostock. 1937 ging er für ein Jahr an die Reformierte Theologische Hochschule in Sárospatak in Ungarn, wo sein Interesse für osteuropäische Sprachen und Kulturen geweckt wurde. Er befreundete sich in Ungarn mit Dmitrij Tschižewskij, der dort Slowakisch lehrte. Nach der Rückkehr studierte er in Halle außer Theologie und Philosophie auch Slavistik, letztere bei Dmitrij Tschižewskij.
Von 1939 bis 1945 war Müller Soldat, nach der Freilassung aus amerikanischer Kriegsgefangenschaft vollendete er das Studium der Slawistik in Göttingen und Marburg und promovierte hier bei Dmitrij Tschižewskij 1947 mit einer Arbeit über Wladimir Solowjow. Von 1947 bis 1949 arbeitete er als Tschižewskijs Assistent an der Universität Marburg, 1949 habilitierte er sich dort in der Theologischen Fakultät (bei Ernst Benz) mit einer Arbeit über Die Kritik des Protestantismus in der russischen Theologie und Philosophie und lehrte bis 1953 als Privatdozent Kirchengeschichte und Slawistik.
1953 wurde Müller auf den Lehrstuhl für Slawische Philologie an der Universität Kiel berufen, 1961 von dort nach Tübingen, wo er bis zu seiner Emeritierung im Jahr 1982 lehrte. Seit 1973 war er ordentliches Mitglied der Heidelberger Akademie der Wissenschaften.
Seit 1943 war Müller verheiratet mit der Kirchenmusikerin Gerlinde geb. Güldemeister; aus der Ehe sind drei Kinder hervorgegangen, unter ihnen der Wirtschaftsjurist und Autor Lothar Müller-Güldemeister.
Die Forschungsschwerpunkte von Müller waren die russische Literaturgeschichte, Kirchengeschichte, Geistesgeschichte vom 10. bis zum 20. Jahrhundert; insbesondere die altrussische Literatur der Kiewer Epoche; die russische Philosophie des 19. Jahrhunderts (besonders Wladimir Solowjow); Leben und Werk Dostojewskis; dichterische Übersetzung russischer Lyrik.

## Ehrungen
- Verdienstorden der Bundesrepublik Deutschland, Bundesverdienstkreuz am Bande (1993)

## Schriften
Zu Wladimir Solowjow:
- Als Übersetzer: Wladimir Solowjew: Kurze Erzählung vom Antichrist. Übersetzt und erläutert. Rinn, München 1947, (10., unveränderte Auflage. (= Quellen und Studien zur russischen Geistesgeschichte. 1). Wewel, Donauwörth 2009, ISBN 978-3-87904-282-1).
- Solovjev und der Protestantismus. Mit einem Anhang: V. S. Solovjev und das Judentum. Nachwort von Wladimir Szylkarski. Herder, Freiburg (Breisgau) 1951.
- als Mitherausgeber: Wladimir Solowjew: Philosophie, Theologie, Mystik. Grundprobleme und Hauptgestalten (= Wladimir Solowjew: Deutsche Gesamtausgabe der Werke. Bd. 6). Wewel, Freiburg (Breisgau) 1966.
- als Mitherausgeber: Wladimir Solowjew: Die Rechtfertigung des Guten. Eine Moralphilosophie (= Wladimir Solowjew: Deutsche Gesamtausgabe der Werke. Bd. 5). Wewel, München 1976, ISBN 3-87904-044-3.
- als Herausgeber mit Irmgard Wille: Solowjews Leben in Briefen und Gedichten (= Wladimir Solowjew: Deutsche Gesamtausgabe der Werke. Erg.-Bd.). Wewel, München 1977, ISBN 3-87904-046-X.
- als Mitherausgeber: Wladimir Solowjew: Sonntags- und Osterbriefe. Drei Gespräche über Krieg, Fortschritt und das Ende der Weltgeschichte mit Einschluß einer kurzen Erzählung vom Antichrist. Kleine Schriften der letzten Jahre (= Wladimir Solowjew: Deutsche Gesamtausgabe der Werke. Bd. 8). Wewel, München 1979, ISBN 3-87904-049-4.
- Biographischen Einleitung und Erläuterungen in: Wladimir Solowjew: Schriften zur Philosophie, Theologie und Politik. Werkausgabe. Wewel, München 1991, ISBN 3-87904-175-X.
- als Herausgeber: Wladimir Solowjew: Reden über Dostojewskij (= Quellen und Studien zur russischen Geistesgeschichte. Band 12). Übersetzt von Ute Konovalenko und Ludolf Müller. Mit einem Nachwort „Dostojewskij und Solowjew“ und Erläuterungen. Wewel, München 1992, ISBN 3-87904-110-5.

Zur russischen Kirchengeschichte:
- Die Kritik des Protestantismus in der russischen Theologie vom 16. bis zum 18. Jahrhundert. Akademie der Wissenschaften und der Literatur, Mainz 1951 (= Abhandlungen der Akademie der Wissenschaften und der Literatur. Geistes- und sozialwissenschaftliche Klasse. Jahrgang 1950, Band 1).
- Russischer Geist und evangelisches Christentum. Die Kritik des Protestantismus in der russischen religiösen Philosophie und Dichtung im 19. und 20. Jahrhundert. Luther-Verlag, Witten/Ruhr 1951.
- Die Taufe Russlands. Die Frühgeschichte des russischen Christentums bis zum Jahre 988 (= Quellen und Studien zur russischen Geistesgeschichte. 6 = Wewelbuch. Band 104). Wewel, München 1987, ISBN 3-87904-104-0.
- Die Dreifaltigkeitsikone des Andréj Rubljów (= Quellen und Studien zur russischen Geistesgeschichte. Band 10). Wewel, München 1990, ISBN 3-87904-108-3.

Zur altrussischen Literatur:
- als Herausgeber: Des Metropoliten Ilarion Lobrede auf Vladimir des Heiligen und Glaubensbekenntnis (= Slavistische Studienbücher. 2, ISSN 0583-5445). Nach der Erstausgabe von 1844 neu herausgegeben, eingeleitet und erläutert. Wörterverzeichnis von Susanne Kehrer und Wolfgang Seegatz. Harrassowitz, Wiesbaden 1962.
- als Übersetzer: Die Werke des Metropoliten Ilarion (= Forum Slavicum. 37, ZDB-ID 503612-4). Eingeleitet, übersetzt und erläutert. Fink, München 1971.
- als Herausgeber: Handbuch zur Nestorchronik (= Forum Slavicum. 48–50, 56). Band 1–4 (in 8). Fink, München, 1977–2001.
- als Übersetzer: Das Lied von der Heerfahrt Igor's (= Quellen und Studien zur russischen Geistesgeschichte. Band 8). Aus dem altrussischen Urtext übersetzt, eingeleitet und erläutert. Wewel, München 1989, ISBN 3-87904-106-7.

Zu Dostojewskij:
- Dostojewskij. Sein Leben – sein Werk – sein Vermächtnis (= Quellen und Studien zur russischen Geistesgeschichte. 2 = Wewelbuch. Band 100). Wewel, München 1982, ISBN 3-87904-100-8 (2., überarbeitete und ergänzte Auflage. ebenda 1990).
- als Herausgeber: Fjodor M. Dostojewskij: Der Großinquisitor (= Quellen und Studien zur russischen Geistesgeschichte. 4 = Wewelbuch. Band 102). Übersetzt von Marliese Ackermann. Wewel, München 1985, ISBN 3-87904-102-4.
- Die Gestalt Christi in Leben und Werk Dostojewskijs. In: Zeitwende. 7 Teile. 1995–2001, ISSN 0341-7166;
  - Teil 1: Wer bist du, Jesus? Bd. 66, Nr. 1, 1995, S. 17–25;
  - Teil 2: Auferstehung zu einem lebendigen Leben. Bd. 66, Nr. 4, 1995, S. 238–250;
  - Teil 3: Christus: Der Natur unterworfen oder auferstanden? Bd. 67, Nr. 2, 1996, S. 98–108;
  - Teil 4: Das Wort ward Fleisch. Bd. 69, Nr. 1, 1998, S. 43–53;
  - Teil 5: Gottmensch oder Menschgott. Bd. 69, Nr. 4, 1998, S. 221–234;
  - Teil 6: Gewissen ohne Gott ist etwas Schreckliches. Bd. 70, Nr. 3, 1999, S. 163–175;
  - Teil 7: Christus als Sieger über den Geist in der Wüste. Bd. 72, Nr. 3, 2001, S. 170–181.

Übersetzungen russischer Lyrik:
- Solowjews Leben in Briefen und Gedichten (= Wladimir Solowjew: Deutsche Gesamtausgabe der Werke. Erg.-Bd.). Herausgegeben von Ludolf Müller und Irmgard Wille. Wewel, München 1977, ISBN 3-87904-046-X.
- Russische Gedichte über Gott und Welt, Leben und Tod, Liebe und Dichtertum (= Forum Slavicum. Band 51). Fink, München 1979, ISBN 3-7705-1800-4.
- Russische Lyrik. Von den Anfängen bis zur Gegenwart (= Universal-Bibliothek. Nr. 7994). Russisch/Deutsch. Herausgegeben von Kay Borowsky und Ludolf Müller. Stuttgart, 1983, ISBN 3-15-007994-2.
- Lew Druskin: Ich werde weinen über meinen Unglauben. Ein Zyklus von 13 russischen Gedichten. = Заплачу о Неверии Своем. Zweisprachige Ausgabe mit wörtlicher Übersetzung, Kommentar und dichterischer Übersetzung. Narr, Tübingen 1987, ISBN 3-87808-328-9.
- Lew Druskin: Licht im Fenster. Russische Gedichte aus Heimat und Fremde (= Quellen und Studien zur russischen Geistesgeschichte. Band 9). Mit deutscher Übersetzung herausgegeben. Wewel, München 1990, ISBN 3-87904-107-5.
- Alexander Puschkin: Fünfzig Gedichte über Gott und Welt, Leben und Tod, Liebe und Dichtertum (= Skripten des Slavischen Seminars der Universität Tübingen. Nr. 32, ZDB-ID 518821-0). Im russischen Original und in deutscher Übersetzung. Slavisches Seminar der Universität Tübingen, Tübingen 2000.
- Fedor Ivonovič Tjutcev: Im Meeresrauschen klingt ein Lied. Ausgewählte Gedichte. Russisch und Deutsch. Herausgegeben und übersetzt. Thelem, Dresden 2003, ISBN 3-933592-98-4.

Autobiographisches:
- Как я стал славистом и чем я занимался в славистике. In: Людольф Мюллер: Понять Россию: историко-культурные исследования. Составитель Л. И. Сазонова. Авторизованные переводы с немецкого языка. Под общей редакцией А. Б. Григорьева и Л. И. Сазоновой. Прогресс-Традиция, Москва 2000, ISBN 5-89826-043-9, S. 16–42, (Wie ich Slavist wurde und womit ich mich in der Slavistik beschäftigt habe.).
- Erinnerungen an Dmitrij Tschižewskij. In: Zdeňka Rachůnková, Františka Sokolová, Růžena Šišková (Hrsg.): Dmytro Čyževskyj, osobnost a dílo. Sborník příspěvků z mezinárodní konference pořádané Slovanskou knihovnou při Národní knihovně ČR, Filozofickým ústavem AV ČR, Slovanským ústavem AV ČR a Ústavem pro českou literaturu AV ČR 13.–15. června 2002 v Praze. Národní knihovna, Prag 2004, ISBN 80-7050-384-X, S. 197–212.

Gesammelte Aufsätze:
- Людольф Мюллер: Понять Россию: историко-культурные исследования. Составитель Л. И. Сазонова. Авторизованные переводы с немецкого языка. Под общей редакцией А. Б. Григорьева и Л. И. Сазоновой. Прогресс-Традиция, Москва 2000, ISBN 5-89826-043-9.